# Banca del Titano
La Banca del Titano è una banca della Repubblica di San Marino nata a Dogana, curazia (frazione) di Serravalle il 26 aprile 1999, recentemente è stata commissariata dallo stato di San Marino a causa di uno scandalo che poteva screditare tutto il sistema bancario sammarinese. Ha un capitale sociale di 12.933.000 euro.